# Campionatul Mondial de Handbal Feminin din 2023 - Echipele
Acest articol prezintă echipele care iau parte la Campionatul Mondial de Handbal Feminin din 2023, desfășurat în Danemarca, Norvegia și Suedia, a 26-a ediție a acestei competiții. Echipele finale au fost alese pe baza unor liste preliminare cuprinzând cel mult 35 de handbaliste. Fiecare echipă finală a fost alcătuită din 18 jucătoare, din care cel mult 16 au putut fi înscrise pe foaia de joc a fiecărui meci.
Vârsta, clubul, selecțiile și golurile înscrise sunt cele valabile pe 29 noiembrie 2023.

## Grupa A

### China
Echipa finală cuprinde 16 jucătoare.
Antrenor principal:  Zheng Yongli
| Nr. | Post            | Nume           | Data nașterii (vârsta) | Înălțime | Selecții | Goluri | Echipă             |
| --- | --------------- | -------------- | ---------------------- | -------- | -------- | ------ | ------------------ |
| 1   | Portar          | Lu Chang       | 6 aprilie 1998         | 1.86 m   | 30       | 0      | Shandong Handball  |
| 4   | Inter dreapta   | Sun Yukun      | 3 martie 2002          | 1.80 m   | 0        | 0      | Shandong Handball  |
| 5   | Centru          | Wang Jiayi     | 2 august 1999          | 1.70 m   | 4        | 2      | Shanghai Handball  |
| 7   | Pivot           | Jiang Yishan   | 22 martie 2006         | 1.87 m   | 0        | 0      | Jiangsu Handball   |
| 11  | Inter dreapta   | Liu Chan       | 10 august 1998         | 1.80 m   | 100      | 143    | Shandong Handball  |
| 12  | Inter stânga    | Li Xiaoqing    | 22 decembrie 1995      | 1.77 m   | 100      | 300    | Guangdong Handball |
| 13  | Extremă stânga  | Zhao Xinyao    | 17 mai 2002            | 1.76 m   | 3        | 1      | Shandong Handball  |
| 14  | Inter stânga    | Zhou Mengxue   | 20 februarie 2000      | 1.75 m   | 45       | 111    | Anhui Handball     |
| 17  | Portar          | Hu Yunuo       | 26 august 2000         | 1.76 m   | 5        | 0      | Jiangsu Handball   |
| 18  | Centru          | Wei Nana       | 3 martie 1999          | 1.72 m   | 1        | 1      | Guangdong Handball |
| 21  | Pivot           | Zhang Guisi    | 2 februarie 2003       | 1.74 m   | 0        | 0      | Anhui Handball     |
| 22  | Extremă dreapta | Ma Jie         | 17 septembrie 2003     | 1.67 m   | 0        | 0      | Beijing Handball   |
| 23  | Extremă dreapta | Zhuang Hongyan | 26 martie 2004         | 1.59 m   | 5        | 10     | Jiangsu Handball   |
| 27  | Pivot           | Gong Lei       | 23 ianuarie 2000       | 1.81 m   | 20       | 16     | Shandong Handball  |
| 28  | Centru          | Liu Xuedan     | 13 octombrie 2005      | 1.72 m   | 1        | 0      | Anhui Handball     |
| 34  | Centru          | Jin Mengqing   | 29 mai 1995            | 1.72 m   | 75       | 180    | Jiangsu Handball   |
| 53  | Extremă stânga  | Liu Yuting     | 18 iulie 2004          | 1.68 m   | 4        | 4      | Anhui Handball     |

### Croația
O echipă cu 22 de jucătoare a fost anunțată pe 7 noiembrie 2023. A fost redusă la 20 jucătoare pe 28 noiembrie 2023.
Antrenor principal:  Ivica Obrvan
| Nr. | Post            | Nume                 | Data nașterii (vârsta) | Înălțime | Selecții | Goluri | Echipă                         |
| --- | --------------- | -------------------- | ---------------------- | -------- | -------- | ------ | ------------------------------ |
| 1   | Portar          | Lucija Bešen         | 29 martie 1998         | 1.80 m   | 37       | 1      | RK Podravka Koprivnica         |
| 2   | Extremă dreapta | Nikolina Zadravec    | 2 septembrie 1997      | 1.68 m   | 24       | 33     | RK Podravka Koprivnica         |
| 3   | Extremă stânga  | Paula Posavec        | 26 august 1996         | 1.70 m   | 71       | 98     | CS Gloria 2018 Bistrița-Năsăud |
| 6   | Pivot           | Sara Šenvald         | 14 martie 1996         | 1.85 m   | 17       | 12     | RK Podravka Koprivnica         |
| 8   | Centru          | Stela Posavec        | 26 august 1996         | 1.65 m   | 60       | 114    | MKS Lublin                     |
| 9   | Inter stânga    | Ćamila Mičijević     | 8 septembrie 1994      | 1.95 m   | 53       | 174    | Paris 92                       |
| 10  | Centru          | Dejana Milosavljević | 23 noiembrie 1994      | 1.73 m   | 26       | 57     | SCM Craiova                    |
| 14  | Inter stânga    | Larissa Kalaus       | 24 iunie 1996          | 1.73 m   | 43       | 110    | RK Podravka Koprivnica         |
| 17  | Pivot           | Katarina Ježić       | 19 decembrie 1992      | 1.73 m   | 103      | 213    | HC Dunărea Brăila              |
| 23  | Inter dreapta   | Katarina Pavlović    | 30 ianuarie 1995       | 1.80 m   | 15       | 64     | CS Minaur Baia Mare            |
| 25  | Extremă dreapta | Lara Burić           | 13 august 2003         | 1.69 m   | 15       | 17     | RK Lokomotiva Zagreb           |
| 26  | Pivot           | Mia Brkić            | 11 mai 2003            | 1.80 m   | 0        | 0      | Metz Handball                  |
| 28  | Extremă stânga  | Andrea Šimara        | 13 iulie 1997          | 1.70 m   | 38       | 47     | RK Podravka Koprivnica         |
| 38  | Inter stânga    | Tina Barišić         | 30 octombrie 2000      | 1.85 m   | 10       | 13     | RK Podravka Koprivnica         |
| 43  | Inter dreapta   | Klara Birtić         | 28 martie 2002         | 1.82 m   | 2        | 8      | SG BBM Bietigheim              |
| 77  | Centru          | Valentina Blažević   | 14 februarie 1994      | 1.70 m   | 63       | 167    | SCM Gloria Buzău               |
| 88  | Inter stânga    | Kristina Prkačin     | 21 octombrie 1997      | 1.83 m   | 30       | 19     | RK Lokomotiva Zagreb           |
| 91  | Portar          | Tea Pijević          | 18 noiembrie 1991      | 1.72 m   | 55       | 2      | SCM Gloria Buzău               |

### Senegal
Echipa a fost anunțată pe 17 noiembrie 2023.
Antrenor principal:  Yacine Messaoudi
| Nr. | Post            | Nume              | Data nașterii (vârsta) | Înălțime | Selecții | Goluri | Echipă                    |
| --- | --------------- | ----------------- | ---------------------- | -------- | -------- | ------ | ------------------------- |
| 1   | Portar          | Fama Sall         | 18 octombrie 2000      | 1.72 m   | 0        | 0      | DIISOO                    |
| 7   | Inter stânga    | Doungou Camara    | 7 ianuarie 1995        | 1.68 m   | 34       | 71     | Al Ahly                   |
| 10  | Extremă stânga  | Aminata Cissokho  | 1 iunie 2001           | 1.75 m   | 0        | 0      | Paris 92                  |
| 13  | Centru          | Soukeina Sagna    | 17 aprilie 1998        | 1.70 m   | 15       | 20     | Handball Plan-de-Cuques   |
| 14  | Inter dreapta   | Fanta Keïta       | 17 octombrie 1995      | 1.76 m   | 22       | 43     | SCM Gloria Buzău          |
| 15  | Pivot           | Hawa N'Diaye      | 24 iulie 1995          | 1.76 m   | 22       | 84     | SCM Gloria Buzău          |
| 16  | Portar          | Justicia Toubissa | 16 iulie 2001          | 1.73 m   | 15       | 0      | Sambre-Avesnois Handball  |
| 19  | Extremă dreapta | Khady Seck        | 10 martie 2000         | 1.69 m   | 7        | 4      | Club Africain             |
| 21  | Extremă stânga  | Mathita Diawara   | 21 ianuarie 2003       | 1.75 m   | 0        | 0      | OGC Nice                  |
| 27  | Inter stânga    | Dienaba Sy        | 27 iunie 1995          | 1.66 m   | 11       | 8      | OGC Nice                  |
| 28  | Pivot           | Laura Kamdop      | 14 septembrie 1990     | 1.82 m   | 9        | 6      | USM Montargis Handball    |
| 31  | Pivot           | Marie Fall        | 2 aprilie 1998         | 1.85 m   | 0        | 0      | OGC Nice                  |
| 44  | Extremă dreapta | Raïssa Dapina     | 27 septembrie 1995     | 1.75 m   | 22       | 57     | OGC Nice                  |
| 55  | Portar          | Ndeye Sene        | 12 februarie 1997      | 1.90 m   | 0        | 0      | Golf Handball Club        |
| 77  | Centru          | Sophie Kebe       | 29 iulie 2001          | 1.70 m   | 6        | 3      | Palente Besançon Handball |
| 92  | Inter stânga    | Coura Camara      | 1 martie 1999          | 1.80 m   | 0        | 0      | Cesson Rennes MHB         |

### Suedia
O echipă cu 18 de jucătoare a fost anunțată pe 27 octombrie 2023. Pe 9 decembrie 2023 Carin Strömberg a înlocuit-o pe Daniela de Jong accidentată la mână.
Antrenor principal:  Tomas Axnér
| Nr. | Post            | Nume                    | Data nașterii (vârsta) | Înălțime | Selecții | Goluri | Echipă                        |
| --- | --------------- | ----------------------- | ---------------------- | -------- | -------- | ------ | ----------------------------- |
| 1   | Portar          | Johanna Bundsen         | 3 iunie 1991           | 1.85 m   | 132      | 2      | IK Sävehof                    |
| 3   | Inter dreapta   | Nina Koppang            | 31 mai 2002            | 1.78 m   | 15       | 18     | IK Sävehof                    |
| 4   | Extremă stânga  | Olivia Mellegård        | 17 iunie 1996          | 1.77 m   | 73       | 155    | IK Sävehof                    |
| 6   | Centru          | Carin Strömberg         | 10 iulie 1993          | 1.84 m   | 138      | 207    | Neptunes de Nantes            |
| 7   | Pivot           | Linn Blohm              | 20 mai 1992            | 1.80 m   | 152      | 439    | Győri Audi ETO KC             |
| 8   | Inter stânga    | Jamina Roberts          | 28 mai 1990            | 1.76 m   | 218      | 543    | Vipers Kristiansand           |
| 10  | Extremă dreapta | Mathilda Lundström      | 20 decembrie 1996      | 1.65 m   | 65       | 89     | Silkeborg-Voel KFUM           |
| 12  | Portar          | Irma Schjött            | 18 noiembrie 1998      | 1.79 m   | 7        | 0      | Ikast Håndbold                |
| 17  | Inter dreapta   | Nina Dano               | 12 iunie 2000          | 1.72 m   | 40       | 77     | Odense Håndbold               |
| 19  | Pivot           | Anna Lagerquist         | 16 octombrie 1993      | 1.75 m   | 108      | 126    | Neptunes de Nantes            |
| 21  | Portar          | Evelina Eriksson        | 20 august 1996         | 1.84 m   | 17       | 1      | CSM București                 |
| 23  | Centru          | Emma Lindqvist          | 17 septembrie 1997     | 1.77 m   | 74       | 151    | Ikast Håndbold                |
| 24  | Extremă dreapta | Nathalie Hagman         | 19 iulie 1991          | 1.67 m   | 205      | 744    | SCM Râmnicu Vâlcea            |
| 29  | Inter stânga    | Kristin Thorleifsdóttir | 13 ianuarie 1998       | 1.82 m   | 44       | 51     | HH Elite                      |
| 35  | Pivot           | Sofia Hvenfelt          | 23 aprilie 1996        | 1.80 m   | 12       | 10     | SG BBM Bietigheim             |
| 38  | Extremă stânga  | Elin Hansson            | 7 august 1996          | 1.73 m   | 58       | 150    | HH Elite                      |
| 42  | Centru          | Jenny Carlson           | 17 aprilie 1995        | 1.72 m   | 45       | 122    | Brest Bretagne                |
| 44  | Centru          | Daniela de Jong         | 1 septembrie 1998      | 1.77 m   | 17       | 22     | SCM Râmnicu Vâlcea            |
| 54  | Inter stânga    | Tyra Axnér              | 18 martie 2002         | 1.78 m   | 20       | 33     | Nykøbing Falster Håndboldklub |

## Grupa B

### Camerun
O echipă cu 22 de jucătoare a fost anunțată pe 26 octombrie 2023.
Antrenor principal:  Bertin Njantou Tabeth
| Nr. | Post            | Nume                     | Data nașterii (vârsta) | Înălțime | Selecții | Goluri | Echipă               |
| --- | --------------- | ------------------------ | ---------------------- | -------- | -------- | ------ | -------------------- |
| 1   | Portar          | Noëlle Mben              | 5 ianuarie 1998        | 1.76 m   | 56       | 0      | Yenimahalle Bld. SK  |
| 2   | Centru          | Sonia Nnomo              | 19 februarie 1998      | 1.60 m   | 10       | 5      | Fanz Yaoundé         |
| 3   | Inter dreapta   | Brenda-Sherryl Attisso   | 25 mai 1999            | 1.70 m   | 0        | 0      | Rueil AC Handball    |
| 4   | Centru          | Génie Feudjié            | 27 martie 1993         | 1.66 m   | 30       | 0      | Tonnerre Yaoundé     |
| 5   | Extremă dreapta | Anne Mbouchou            | 7 mai 1995             | 1.62 m   | 0        | 0      | Tonnerre Yaoundé     |
| 6   | Extremă dreapta | Yolande Touba            | 18 iulie 1993          | 1.62 m   | 60       | 0      |                      |
| 7   | Inter stânga    | Laëticia Ateba           | 1 decembrie 2001       | 1.76 m   | 38       | 28     | Fanz Yaoundé         |
| 8   | Inter stânga    | Sifan Kongnyuy           | 15 septembrie 1990     | 1.70 m   | 0        | 0      | FAP Yaoundé          |
| 9   | Inter dreapta   | Chantal Voulania         | 8 noiembrie 2003       | 1.66 m   | 0        | 0      | Fanz Yaoundé         |
| 11  | Pivot           | Vicky Nyamsi             | 20 noiembrie 1996      | 1.80 m   | 0        | 0      | Fanz Yaoundé         |
| 12  | Extremă stânga  | Issa Haoua               | 20 septembrie 2002     | 1.73 m   | 0        | 0      | Fanz Yaoundé         |
| 15  | Inter dreapta   | Paola Ébanga Baboga      | 6 aprilie 1997         | 1.84 m   | 13       | 41     | HBC Celles-sur-Belle |
| 17  | Inter stânga    | Vanessa Nchouapouognigni | 21 decembrie 1992      | 1.84 m   | 40       | 0      | Rouen Handball       |
| 22  | Portar          | Marie Balana             | 24 septembrie 1995     | 1.75 m   | 16       | 0      | FAP Yaoundé          |

### Muntenegru
O echipă cu 19 jucătoare a fost anunțată pe 19 noiembrie 2023.
Antrenor principal:  Bojana Popović
| Nr. | Post            | Nume                | Data nașterii (vârsta) | Înălțime | Selecții | Goluri | Echipă                         |
| --- | --------------- | ------------------- | ---------------------- | -------- | -------- | ------ | ------------------------------ |
| 1   | Portar          | Marina Rajčić       | 24 august 1993         | 1.78 m   | 147      | 4      | CS Măgura Cisnădie             |
| 2   | Extremă dreapta | Anastasija Marsenić | 24 februarie 2004      | 1.72 m   | 7        | 25     | ŽRK Budućnost                  |
| 10  | Centru          | Matea Pletikosić    | 24 aprilie 1998        | 1.68 m   | 38       | 40     | CSM Corona Brașov              |
| 11  | Pivot           | Ivana Godeč         | 11 mai 2001            | 1.82 m   | 13       | 8      | ŽRK Budućnost                  |
| 13  | Extremă stânga  | Dijana Mugoša       | 22 octombrie 1995      | 1.69 m   | 25       | 18     | SCM Craiova                    |
| 15  | Inter dreapta   | Jelena Vukčević     | 11 decembrie 2004      | 1.70 m   | 0        | 0      | ŽRK Budućnost                  |
| 21  | Inter stânga    | Nada Ćorović        | 16 decembrie 2000      | 1.78 m   | 2        | 4      | ESBF Besançon                  |
| 22  | Inter stânga    | Andrijana Popović   | 20 aprilie 2002        | 1.85 m   | 12       | 20     | ŽRK Budućnost                  |
| 24  | Inter dreapta   | Tanja Ivanović      | 5 noiembrie 1996       | 1.83 m   | 6        | 3      | ŽRK Budućnost                  |
| 25  | Inter dreapta   | Đurđina Malović     | 5 mai 1996             | 1.82 m   | 41       | 58     | SCM Craiova                    |
| 26  | Centru          | Nataša Ćorović      | 7 mai 1999             | 1.70 m   | 14       | 5      | BSV Sachsen Zwickau            |
| 34  | Pivot           | Tatjana Brnović     | 9 noiembrie 1998       | 1.84 m   | 61       | 149    | RK Krim                        |
| 37  | Extremă dreapta | Nina Bulatović      | 9 decembrie 1996       | 1.72 m   | 18       | 13     | CS Gloria 2018 Bistrița-Năsăud |
| 43  | Portar          | Marta Batinović     | 20 aprilie 1990        | 1.88 m   | 35       | 1      | CS Măgura Cisnădie             |
| 71  | Pivot           | Bobana Klikovac     | 19 iulie 1995          | 1.81 m   | 27       | 16     | CSM Corona Brașov              |
| 80  | Inter stânga    | Jelena Despotović   | 30 aprilie 1994        | 1.83 m   | 88       | 86     | Ferencvárosi TC                |
| 91  | Extremă stânga  | Ivona Pavićević     | 21 aprilie 1996        | 1.67 m   | 68       | 80     | ŽRK Budućnost                  |
| 96  | Centru          | Itana Grbić         | 1 septembrie 1996      | 1.69 m   | 87       | 176    | RK Krim                        |

### Paraguay
O echipă cu 28 de jucătoare fost anunțată pe 6 noiembrie 2023. Echipa finală a fost făcută publică pe 24 noiembrie 2023.
Antrenor principal:  Marizza Faría
| Nr. | Post            | Nume                  | Data nașterii (vârsta) | Înălțime | Selecții | Goluri | Echipă                              |
| --- | --------------- | --------------------- | ---------------------- | -------- | -------- | ------ | ----------------------------------- |
| 2   | Extremă stânga  | Fátima Acuña          | 14 august 1999         | 1.78 m   | 107      | 164    | Club Adesal Córdoba                 |
| 3   | Pivot           | Ada Miskinich         | 28 aprilie 1995        | 1.79 m   | 30       | 16     | Cerro Porteño                       |
| 4   | Inter dreapta   | Fernanda Insfrán      | 7 februarie 1998       | 1.58 m   | 80       | 300    | Lanzarote Puerto del Carmen         |
| 6   | Extremă dreapta | Jazmín Mendoza        | 27 mai 2002            | 1.64 m   | 40       | 60     | CB San José Obrero                  |
| 7   | Pivot           | Karina dos Santos     | 1 aprilie 1985         | 1.82 m   | 162      | 77     | Cerro Porteño                       |
| 8   | Extremă dreapta | Kiara Vergara         | 12 mai 2002            | 1.58 m   | 30       | 12     | Cerro Porteño                       |
| 11  | Centru          | Delyne Leiva          | 27 martie 1998         | 1.59 m   | 87       | 117    | Lanzarote Puerto del Carmen         |
| 12  | Portar          | Fátima Ocampos        | 3 ianuarie 2003        | 1.80 m   | 20       | 5      | Cerro Porteño                       |
| 14  | Inter stânga    | María Paula Fernández | 30 august 1998         | 1.54 m   | 90       | 165    | CB Atlético Guardés                 |
| 15  | Extremă stânga  | Belinda Bobadilla     | 22 aprilie 2003        | 1.53 m   | 70       | 40     | Associacao Cascavelense De Handebol |
| 18  | Pivot           | Maggie Lugo           | 8 aprilie 1994         | 1.73 m   | 30       | 20     | Club Deportivo Internacional        |
| 20  | Centru          | Ana Cristaldo         | 3 februarie 1990       | 1.71 m   | 80       | 72     | Club Deportivo Internacional        |
| 24  | Extremă stânga  | Ariana Portillo       | 17 august 2001         | 1.66 m   | 50       | 40     | BM Granollers                       |
| 25  | Portar          | María Machucha        | 23 octombrie 1994      | 1.76 m   | 100      | 12     | BM Ciudad Imperial                  |
| 28  | Inter stânga    | Milagros Samaniego    | 18 martie 2006         | 1.76 m   | 10       | 8      | Cerro Porteño                       |

### Ungaria
O echipă cu 20 de jucătoare a fost anunțată pe 26 octombrie 2023. Echipa finală a fost făcută publică pe 16 noiembrie 2023.
Antrenor principal:  Vladimir Golovin
| Nr. | Post            | Nume                      | Data nașterii (vârsta) | Înălțime | Selecții | Goluri | Echipă                 |
| --- | --------------- | ------------------------- | ---------------------- | -------- | -------- | ------ | ---------------------- |
| 4   | Pivot           | Petra Füzi-Tóvizi         | 15 martie 1999         | 1.78 m   | 61       | 71     | Debreceni VSC          |
| 6   | Extremă stânga  | Nadine Szöllősi-Schatzl   | 19 noiembrie 1993      | 1.74 m   | 100      | 240    | Győri Audi ETO KC      |
| 11  | Inter dreapta   | Anna Albek                | 2 decembrie 2001       | 1.89 m   | 20       | 14     | Mosonmagyaróvári KC SE |
| 15  | Inter stânga    | Kinga Debreczeni-Klivinyi | 31 martie 1992         | 1.75 m   | 68       | 166    | Moyra-Budaörs Handball |
| 16  | Portar          | Blanka Böde-Bíró          | 22 septembrie 1994     | 1.87 m   | 106      | 2      | Ferencvárosi TC        |
| 19  | Extremă stânga  | Gréta Márton              | 3 octombrie 1999       | 1.73 m   | 66       | 161    | Ferencvárosi TC        |
| 24  | Extremă dreapta | Alexandra Töpfner         | 8 februarie 1996       | 1.73 m   | 15       | 13     | Debreceni VSC          |
| 28  | Inter dreapta   | Nikolett Papp             | 23 iulie 1996          | 1.70 m   | 32       | 44     | SCM Gloria Buzău       |
| 31  | Portar          | Zsófi Szemerey            | 2 iunie 1994           | 1.82 m   | 14       | 0      | Mosonmagyaróvári KC SE |
| 32  | Pivot           | Noémi Pásztor             | 2 aprilie 1999         | 1.83 m   | 23       | 21     | Mosonmagyaróvári KC SE |
| 38  | Centru          | Petra Vámos               | 14 septembrie 2000     | 1.75 m   | 53       | 136    | Debreceni VSC          |
| 42  | Inter dreapta   | Katrin Klujber            | 21 aprilie 1999        | 1.70 m   | 65       | 336    | Ferencvárosi TC        |
| 52  | Inter stânga    | Gréta Juhász              | 16 martie 2002         | 1.80 m   | 7        | 14     | Kisvárdai KC           |
| 58  | Pivot           | Réka Bordás               | 26 august 1997         | 1.85 m   | 42       | 46     | Ferencvárosi TC        |
| 59  | Centru          | Csenge Kuczora            | 26 ianuarie 2000       | 1.76 m   | 23       | 69     | Váci NKSE              |
| 66  | Extremă dreapta | Viktória Győri-Lukács     | 31 octombrie 1995      | 1.68 m   | 107      | 291    | Győri Audi ETO KC      |
| 74  | Portar          | Anna Bukovszky            | 30 iunie 2002          | 1.75 m   | 3        | 0      | Váci NKSE              |
| 77  | Centru          | Petra Simon               | 12 noiembrie 2004      | 1.68 m   | 4        | 13     | Ferencvárosi TC        |

## Grupa C

### Austria
Echipa a fost anunțată pe 9 noiembrie 2023.
Antrenor principal:   Herbert Müller
| Nr. | Post            | Nume              | Data nașterii (vârsta) | Înălțime | Selecții | Goluri | Echipă                 |
| --- | --------------- | ----------------- | ---------------------- | -------- | -------- | ------ | ---------------------- |
| 1   | Portar          | Lena Ivančok      | 29 martie 2001         | 1.75 m   | 33       | 2      | Neckarsulmer SU        |
| 3   | Inter stânga    | Katarina Pandza   | 17 aprilie 2002        | 1.79 m   | 27       | 94     | RK Podravka Koprivnica |
| 5   | Centru          | Sonja Frey        | 22 aprilie 1993        | 1.69 m   | 109      | 537    | Thüringer HC           |
| 6   | Extremă stânga  | Mirela Dedic      | 15 decembrie 1991      | 1.69 m   | 78       | 132    | Hypo Niederösterreich  |
| 9   | Centru          | Patricia Kovács   | 26 mai 1996            | 1.78 m   | 74       | 278    | Hypo Niederösterreich  |
| 15  | Extremă dreapta | Claudia Wess      | 15 iunie 1995          | 1.81 m   | 77       | 64     | Hypo Niederösterreich  |
| 16  | Portar          | Petra Blazek      | 15 iunie 1987          | 1.82 m   | 221      | 3      | Hypo Niederösterreich  |
| 18  | Inter dreapta   | Kristina Dramac   | 9 ianuarie 2002        | 1.80 m   | 24       | 20     | RK Lokomotiva Zagreb   |
| 19  | Extremă dreapta | Lilli Gschwentner | 15 martie 2003         | 1.66 m   | 4        | 0      | WAT Atzgersdorf        |
| 22  | Pivot           | Stefanie Kaiser   | 31 octombrie 1992      | 1.81 m   | 90       | 131    | HSG Blomberg-Lippe     |
| 29  | Inter stânga    | Ines Ivančok      | 14 aprilie 1998        | 1.80 m   | 57       | 173    | Mosonmagyaróvári KC SE |
| 44  | Pivot           | Nora Leitner      | 5 mai 2002             | 1.77 m   | 18       | 21     | Hypo Niederösterreich  |
| 54  | Extremă stânga  | Santina Sabatnig  | 4 ianuarie 2004        | 1.73 m   | 14       | 6      | HC Rödertal            |
| 57  | Inter stânga    | Josefine Huber    | 19 februarie 1996      | 1.80 m   | 52       | 132    | Thüringer HC           |
| 64  | Centru          | Ana Pandza        | 24 decembrie 2003      | 1.68 m   | 15       | 10     | RK Podravka Koprivnica |
| 67  | Inter stânga    | Johanna Reichert  | 31 decembrie 2001      | 1.78 m   | 31       | 73     | Thüringer HC           |

### Coreea de Sud
O echipă cu 17 de jucătoare a fost anunțată pe 13 noiembrie 2023.
Antrenor principal:  Henrik Signell
| Nr. | Post            | Nume           | Data nașterii (vârsta) | Înălțime | Selecții | Goluri | Echipă                                   |
| --- | --------------- | -------------- | ---------------------- | -------- | -------- | ------ | ---------------------------------------- |
| 6   | Extremă dreapta | Song Ji-young  | 5 mai 1995             | 1.64 m   | 13       | 20     | Seoul City                               |
| 7   | Extremă stânga  | Shin Eun-joo   | 9 septembrie 1993      | 1.70 m   | 14       | 29     | Incheon City                             |
| 11  | Inter dreapta   | Ryu Eun-hee    | 24 februarie 1990      | 1.79 m   | 89       | 323    | Győri Audi ETO KC                        |
| 12  | Portar          | Jeong Jin-hui  | 24 martie 1999         | 1.80 m   | 17       | 0      | Seoul City                               |
| 16  | Portar          | Park Sae-young | 11 august 1994         | 1.76 m   | 15       | 0      | Wonderful Samcheok                       |
| 17  | Inter stânga    | Jo Su-yeon     | 6 iulie 1994           | 1.72 m   | 19       | 15     | Seoul City                               |
| 19  | Pivot           | Kang Eun-hye   | 17 aprilie 1996        | 1.86 m   | 14       | 33     | SK Sugar Gliders                         |
| 20  | Centru          | Jo Eunbeen     | 18 aprilie 2001        | 1.63 m   | 0        | 0      | Korea National Sports University         |
| 22  | Centru          | Woo Bit-na     | 23 octombrie 2001      | 1.72 m   | 8        | 12     | Seoul City                               |
| 26  | Inter dreapta   | Kang Eunseo    | 4 martie 1999          | 1.69 m   | 0        | 0      | Wonderful Samcheok                       |
| 27  | Extremă dreapta | Jeon Ji-yeon   | 2 mai 2003             | 1.68 m   | 7        | 14     | Wonderful Samcheok                       |
| 29  | Extremă stânga  | Yun Ye-jin     | 3 noiembrie 2000       | 1.63 m   | 7        | 9      | Seoul City                               |
| 31  | Pivot           | Gim Bo-eun     | 8 decembrie 1997       | 1.77 m   | 7        | 6      | Wonderful Samcheok                       |
| 33  | Centru          | Shin Jin-mi    | 23 iunie 1998          | 1.67 m   | 0        | 0      | Busan                                    |
| 34  | Inter dreapta   | Lee Hye-won    | 16 mai 2004            | 1.68 m   | 9        | 39     | Daegu Physical Education High School     |
| 97  | Pivot           | Kim Se-jin     | 6 decembrie 2005       | 1.74 m   | 8        | 18     | Hwangji Information Industry High School |

### Groenlanda
Echipa a fost anunțată pe 1 noiembrie 2023.
Antrenor principal:  Anders Friis
| Nr. | Post            | Nume                        | Data nașterii (vârsta) | Înălțime | Selecții | Goluri | Echipă                 |
| --- | --------------- | --------------------------- | ---------------------- | -------- | -------- | ------ | ---------------------- |
| 2   | Extremă dreapta | Nuunu Lukassen              | 6 noiembrie 1999       | 1.64 m   | 9        | 18     | Ejstrup/Hærvejen       |
| 3   | Extremă stânga  | Andrea Heilmann             | 21 februarie 1988      | 1.64 m   | 20       | 8      | GSS Nuuk               |
| 4   | Extremă dreapta | Anja Heilmann               | 5 ianuarie 1997        | 1.74 m   | 34       | 97     | GSS Nuuk               |
| 5   | Pivot           | Ivâna Meincke               | 7 august 1995          | 1.68 m   | 10       | 15     | Stjarnan               |
| 7   | Extremă stânga  | Aviana Kâjangmat            | 25 februarie 2000      | 1.68 m   | 4        | 16     | Silkeborg-Voel KFUM II |
| 8   | Extremă dreapta | Ane-Sofiannguaq Frederiksen | 25 octombrie 2001      | 1.65 m   | 5        | 5      | Silkeborg-Voel KFUM II |
| 10  | Inter dreapta   | Josefine Gadgaard           | 12 iulie 1994          | 1.69 m   | 11       | 28     | Ejstrup/Hærvejen       |
| 12  | Portar          | Nivi Fly                    | 3 august 1989          | 1.69 m   | 20       | 0      | GSS Nuuk               |
| 13  | Inter stânga    | Ivalu Bjerge                | 13 septembrie 2000     | 1.71 m   | 14       | 37     | NSK Håndbold           |
| 14  | Inter stânga    | Nivi Petersen               | 22 aprilie 2000        | 1.71 m   | 5        | 5      | Silkeborg-Voel KFUM II |
| 15  | Pivot           | Sandra Rothberg             | 1 decembrie 2000       | 1.86 m   | 14       | 32     | GSS Nuuk               |
| 16  | Portar          | Rina Møller Lorentzen       | 16 februarie 1991      | 1.82 m   | 19       | 0      | GSS Nuuk               |
| 17  | Inter stânga    | Lykke Frank                 | 8 ianuarie 1988        | 1.80 m   | 24       | 37     | Fredericia HK          |
| 18  | Portar          | Aviaja Heilmann             | 26 ianuarie 1989       | 1.66 m   | 24       | 0      | GSS Nuuk               |
| 19  | Pivot           | Nukaaka Lyberth             | 25 martie 2001         | 1.68 m   | 5        | 6      | Eiðis Bóltfelag        |
| 21  | Inter stânga    | Aili Pedersen               | 27 ianuarie 1993       | 1.84 m   | 6        | 1      | GSS Nuuk               |
| 26  | Pivot           | Ivaana Holm                 | 16 iulie 1990          | 1.70 m   | 21       | 24     | GSS Nuuk               |
| 79  | Extremă stânga  | Sascha Jordening Zeeb       | 31 octombrie 1990      | 1.70 m   | 10       | 15     | GSS Nuuk               |

### Norvegia
O echipă cu 19 jucătoare a fost anunțată pe 7 noiembrie 2023. Pe 25 noiembrie 2023, Silje Solberg-Østhassel a fost adăugată în echipă. Pe 27 noiembrie 2023, Eli Marie Raasok a fost retrasă din echipă. Pe 3 decembrie 2023, Katrine Lunde a înlocuit-o pe Marie Davidsen.
Antrenor principal:  Þórir Hergeirsson
| Nr. | Post                          | Nume                     | Data nașterii (vârsta) | Înălțime | Selecții | Goluri | Echipă              |
| --- | ----------------------------- | ------------------------ | ---------------------- | -------- | -------- | ------ | ------------------- |
| 1   | Portar                        | Marie Davidsen           | 20 august 1993         | 1.78 m   | 14       | 0      | CSM București       |
| 6   | Pivot                         | Maren Nyland Aardahl     | 2 martie 1994          | 1.83 m   | 36       | 65     | Odense Håndbold     |
| 7   | Inter dreapta/Extremă dreapta | Stine Skogrand           | 3 martie 1993          | 1.73 m   | 130      | 223    | Ikast Håndbold      |
| 9   | Inter dreapta                 | Nora Mørk                | 5 aprilie 1991         | 1.69 m   | 173      | 846    | Team Esbjerg        |
| 10  | Centru                        | Stine Bredal Oftedal (c) | 25 septembrie 1991     | 1.68 m   | 247      | 688    | Győri Audi ETO KC   |
| 12  | Portar                        | Silje Solberg-Østhassel  | 16 iunie 1990          | 1.78 m   | 193      | 8      | Győri Audi ETO KC   |
| 13  | Pivot                         | Kari Brattset Dale       | 15 februarie 1991      | 1.84 m   | 109      | 289    | Győri Audi ETO KC   |
| 14  | Inter stânga                  | Kristine Breistøl        | 23 august 1993         | 1.91 m   | 63       | 83     | Team Esbjerg        |
| 15  | Pivot                         | Vilde Ingstad            | 18 decembrie 1994      | 1.80 m   | 116      | 167    | CSM București       |
| 16  | Portar                        | Katrine Lunde            | 30 martie 1980         | 1.81 m   | 343      | 3      | Vipers Kristiansand |
| 21  | Inter stânga                  | Ingvild Bakkerud         | 9 iulie 1995           | 1.83 m   | 40       | 64     | Ikast Håndbold      |
| 22  | Inter dreapta                 | Kristina Novak           | 29 august 2000         | 1.76 m   | 20       | 34     | Sola HK             |
| 23  | Extremă stânga                | Camilla Herrem           | 8 octombrie 1986       | 1.67 m   | 294      | 843    | Sola HK             |
| 24  | Extremă stânga                | Sanna Solberg-Isaksen    | 16 iunie 1990          | 1.78 m   | 188      | 360    | Team Esbjerg        |
| 25  | Centru                        | Henny Reistad            | 9 februarie 1999       | 1.81 m   | 70       | 272    | Team Esbjerg        |
| 26  | Extremă dreapta               | Emilie Hovden            | 5 aprilie 1996         | 1.63 m   | 25       | 58     | Győri Audi ETO KC   |
| 30  | Inter stânga                  | Maja Furu Sæteren        | 14 mai 2003            | 1.72 m   | 3        | 3      | Larvik HK           |
| 32  | Portar                        | Olivia Lykke Nygaard     | 14 septembrie 2001     | 1.80 m   | 6        | 1      | Storhamar HE        |
| 33  | Inter stânga                  | Thale Rushfeldt Deila    | 15 ianuarie 2000       | 1.78 m   | 24       | 43     | Odense Håndbold     |

## Grupa D

### Angola
O echipă cu 17 de jucătoare a fost anunțată pe 30 octombrie 2023.
Antrenor principal:  Vivaldo Eduardo
| Nr. | Post            | Nume                     | Data nașterii (vârsta) | Înălțime | Selecții | Goluri | Echipă               |
| --- | --------------- | ------------------------ | ---------------------- | -------- | -------- | ------ | -------------------- |
| 1   | Portar          | Marta Alberto            | 10 februarie 1995      | 1.82 m   | 7        | 1      | Petro de Luanda      |
| 5   | Pivot           | Liliane Mario            | 16 noiembrie 2004      | 1.77 m   | 20       | 57     | Primeiro de Agosto   |
| 6   | Inter dreapta   | Juliana Machado          | 6 noiembrie 1994       | 1.72 m   | 74       | 137    | Primeiro de Agosto   |
| 7   | Extremă dreapta | Dolores Rosário          | 1 aprilie 2003         | 1.76 m   | 20       | 32     | Primeiro de Agosto   |
| 8   | Centru          | Helena Paulo             | 24 ianuarie 1998       | 1.73 m   | 48       | 184    | Primeiro de Agosto   |
| 9   | Extremă stânga  | Natália Santos           | 25 decembrie 1986      | 1.73 m   | 289      | 230    | Primeiro de Agosto   |
| 10  | Pivot           | Albertina Kassoma        | 12 iunie 1996          | 1.85 m   | 88       | 243    | CS Rapid București   |
| 11  | Extremă stânga  | Marília Quizelete        | 3 iunie 1997           | 1.73 m   | 23       | 45     | Petro de Luanda      |
| 13  | Extremă dreapta | Natália Fonseca          | 25 decembrie 1998      | 1.64 m   | 30       | 85     | CSM Corona Brașov    |
| 16  | Portar          | Teresa Almeida           | 5 aprilie 1988         | 1.72 m   | 99       | 0      | Petro de Luanda      |
| 18  | Centru          | Chelcia Gabriel          | 24 septembrie 2000     | 1.70 m   | 0        | 0      | Petro de Luanda      |
| 20  | Inter stânga    | Stelvia de Jesus Pascoal | 20 octombrie 2002      | 1.72 m   | 25       | 32     | Saint-Amand Handball |
| 23  | Portar          | Aminata Kanka            | 23 martie 1999         | 1.82 m   | 0        | 0      | Primeiro de Agosto   |
| 25  | Pivot           | Liliana Venâncio         | 19 septembrie 1995     | 1.91 m   | 44       | 72     | HC Dunărea Brăila    |
| 35  | Inter dreapta   | Azenaide Carlos          | 14 iunie 1990          | 1.73 m   | 96       | 116    | CSM Corona Brașov    |
| 78  | Inter stânga    | Bernardeth Belo          | 2 ianuarie 2004        | 1.82 m   | 23       | 61     | Primeiro de Agosto   |
| 90  | Centru          | Isabel Guialo            | 8 aprilie 1990         | 1.70 m   | 91       | 292    | Primeiro de Agosto   |

### Franța
O echipă cu 20 de jucătoare a fost anunțată pe 6 noiembrie 2023. Pe 24 noiembrie 2023, Déborah Lassource a înlocuit-o pe Océane Sercien-Ugolin accidentată. Echipa finală a fost făcută publică pe 27 noiembrie 2023, când Djazz Chambertin și Orlane Ahanda au fost retrase din echipă. Pe 3 decembrie 2023, Océane Sercien-Ugolin a înlocuit-o pe Laura Flippes.
Antrenor principal:  Olivier Krumbholz
| Nr. | Post            | Nume                  | Data nașterii (vârsta) | Înălțime | Selecții | Goluri | Echipă                  |
| --- | --------------- | --------------------- | ---------------------- | -------- | -------- | ------ | ----------------------- |
| 1   | Portar          | Laura Glauser         | 20 august 1993         | 1.80 m   | 105      | 1      | CSM București           |
| 2   | Centru          | Méline Nocandy        | 25 februarie 1998      | 1.75 m   | 53       | 108    | Paris 92                |
| 3   | Extremă dreapta | Alicia Toublanc       | 3 mai 1996             | 1.68 m   | 32       | 76     | Brest Bretagne Handball |
| 6   | Extremă stânga  | Chloé Valentini       | 19 aprilie 1995        | 1.65 m   | 71       | 163    | Metz Handball           |
| 8   | Extremă stânga  | Coralie Lassource     | 1 septembrie 1992      | 1.70 m   | 72       | 121    | Brest Bretagne Handball |
| 10  | Centru          | Grâce Zaadi           | 7 iulie 1993           | 1.71 m   | 167      | 341    | CSM București           |
| 19  | Inter dreapta   | Océane Sercien-Ugolin | 15 decembrie 1997      | 1.75 m   | 63       | 106    | Vipers Kristiansand     |
| 20  | Inter dreapta   | Laura Flippes         | 13 decembrie 1994      | 1.71 m   | 114      | 217    | CSM București           |
| 21  | Inter stânga    | Orlane Kanor          | 16 iunie 1997          | 1.79 m   | 73       | 137    | CS Rapid București      |
| 22  | Inter stânga    | Tamara Horacek        | 5 noiembrie 1995       | 1.78 m   | 66       | 87     | Neptunes de Nantes      |
| 23  | Centru          | Déborah Lassource     | 29 septembrie 1999     | 1.72 m   | 20       | 25     | Paris 92                |
| 26  | Pivot           | Pauletta Foppa        | 22 decembrie 2000      | 1.77 m   | 72       | 183    | Brest Bretagne Handball |
| 27  | Inter stânga    | Estelle Nze Minko (c) | 11 august 1991         | 1.78 m   | 169      | 397    | Győri Audi ETO KC       |
| 29  | Pivot           | Oriane Ondono         | 14 aprilie 1996        | 1.80 m   | 18       | 17     | Neptunes de Nantes      |
| 30  | Portar          | Camille Depuiset      | 19 octombrie 1998      | 1.78 m   | 5        | 0      | Metz Handball           |
| 31  | Extremă dreapta | Lucie Granier         | 11 mai 1999            | 1.67 m   | 25       | 46     | Metz Handball           |
| 32  | Pivot           | Sarah Bouktit         | 27 august 2002         | 1.80 m   | 5        | 2      | Metz Handball           |
| 34  | Centru          | Léna Grandveau        | 21 ianuarie 2003       | 1.70 m   | 6        | 5      | Neptunes de Nantes      |
| 99  | Portar          | Hatadou Sako          | 21 octombrie 1995      | 1.74 m   | 4        | 0      | Metz Handball           |

### Islanda
Echipa a fost anunțată pe 1 noiembrie 2023. Pe 21 noiembrie 2023 Katla María Magnúsdóttir a înlocuit-o pe Elín Klara Þorkelsdóttir, accidentată.
Antrenor principal:  Arnar Pétursson
| Nr. | Post            | Nume                           | Data nașterii (vârsta) | Înălțime | Selecții | Goluri | Echipă              |
| --- | --------------- | ------------------------------ | ---------------------- | -------- | -------- | ------ | ------------------- |
| 1   | Portar          | Elín Þorsteinsdóttir           | 30 noiembrie 1996      | 1.78 m   | 44       | 1      | EH Aalborg          |
| 2   | Inter stânga    | Berglind Þorsteinsdóttir       | 2 ianuarie 1999        | 1.80 m   | 11       | 5      | Fram                |
| 3   | Inter stânga    | Andrea Jacobsen                | 9 aprilie 1998         | 1.81 m   | 41       | 46     | Silkeborg-Voel KFUM |
| 4   | Extremă dreapta | Þórey Rósa Stefánsdóttir       | 14 august 1989         | 1.67 m   | 123      | 348    | Fram                |
| 6   | Extremă dreapta | Þórey Anna Ásgeirsdóttir       | 3 noiembrie 1997       | 1.71 m   | 38       | 21     | Valur               |
| 8   | Extremă stânga  | Perla Ruth Albertsdóttir       | 21 septembrie 1996     | 1.63 m   | 34       | 53     | Selfoss             |
| 9   | Extremă stânga  | Lilja Ágústsdóttir             | 30 aprilie 2004        | 1.70 m   | 10       | 4      | Valur               |
| 12  | Portar          | Hafdís Renötudóttir            | 12 iulie 1997          | 1.93 m   | 45       | 2      | Valur               |
| 14  | Pivot           | Elísa Elíasdóttir              | 31 iulie 2004          | 1.76 m   | 4        | 0      | ÍBV                 |
| 15  | Inter stânga    | Jóhanna Margrét Sigurðardóttir | 12 iunie 2002          | 1.79 m   | 6        | 8      | Skara HF            |
| 18  | Pivot           | Hildigunnur Einarsdóttir       | 11 februarie 1988      | 1.76 m   | 96       | 108    | Valur               |
| 21  | Centru          | Sandra Erlingsdóttir           | 27 iulie 1998          | 1.60 m   | 22       | 95     | TuS Metzingen       |
| 22  | Centru          | Elín Rósa Magnúsdóttir         | 22 octombrie 2002      | 1.67 m   | 4        | 11     | Valur               |
| 25  | Inter dreapta   | Thea Imani Sturludóttir        | 21 ianuarie 1997       | 1.79 m   | 64       | 124    | Valur               |
| 26  | Inter stânga    | Sunna Jónsdóttir               | 26 februarie 1989      | 1.77 m   | 77       | 59     | ÍBV                 |
| 27  | Extremă dreapta | Díana Dögg Magnúsdóttir        | 19 septembrie 1997     | 1.75 m   | 40       | 48     | BSV Sachsen Zwickau |
| 33  | Pivot           | Katrín Tinna Jensdóttir        | 31 iulie 2002          | 1.81 m   | 5        | 0      | Skara HF            |
| 35  | Inter stânga    | Katla María Magnúsdóttir       | 16 septembrie 2001     | 1.78 m   | 0        | 8      | Selfoss             |

### Slovenia
O echipă cu 22 de jucătoare fost anunțată pe 8 noiembrie 2023. A fost redusă la 20 jucătoare pe 21 noiembrie 2023.
Antrenor principal:  Dragan Adžić
| Nr. | Post            | Nume                | Data nașterii (vârsta) | Înălțime | Selecții | Goluri | Echipă              |
| --- | --------------- | ------------------- | ---------------------- | -------- | -------- | ------ | ------------------- |
| 2   | Pivot           | Valentina Klemenčič | 5 februarie 2002       | 1.85 m   | 32       | 43     | RK Krim             |
| 3   | Pivot           | Manca Jurič         | 18 ianuarie 1995       | 1.75 m   | 21       | 16     | RK Krim             |
| 4   | Inter stânga    | Erin Novak          | 7 iunie 2002           | 1.76 m   | 15       | 11     | Kisvárdai KC        |
| 6   | Inter dreapta   | Ana Gros            | 21 ianuarie 1991       | 1.86 m   | 141      | 704    | Győri Audi ETO KC   |
| 8   | Extremă dreapta | Ema Marković        | 17 august 2003         | 1.71 m   | 7        | 8      | ŽRK Z'dežele        |
| 9   | Centru          | Nina Spreitzer      | 4 martie 1998          | 1.78 m   | 55       | 30     | RK Krim             |
| 10  | Inter stânga    | Tjaša Stanko        | 5 noiembrie 1997       | 1.73 m   | 93       | 398    | RK Krim             |
| 11  | Inter stânga    | Ana Abina           | 30 iulie 1997          | 1.75 m   | 61       | 60     | RK Ajdovščina       |
| 14  | Extremă stânga  | Tamara Mavsar       | 1 aprilie 1991         | 1.73 m   | 90       | 332    | RK Krim             |
| 16  | Portar          | Maja Vojnović       | 26 ianuarie 1998       | 1.80 m   | 61       | 0      | RK Krim             |
| 17  | Pivot           | Nataša Ljepoja      | 28 ianuarie 1996       | 1.78 m   | 61       | 103    | SCM Râmnicu Vâlcea  |
| 20  | Extremă dreapta | Alja Varagić        | 11 decembrie 1990      | 1.85 m   | 87       | 184    | RK Krim             |
| 21  | Portar          | Amra Pandžić        | 20 septembrie 1989     | 1.78 m   | 89       | 2      | CS Minaur Baia Mare |
| 25  | Inter dreapta   | Barbara Lazović     | 4 ianuarie 1988        | 1.82 m   | 93       | 303    | RK Krim             |
| 28  | Extremă stânga  | Maja Svetik         | 9 martie 1996          | 1.67 m   | 48       | 61     | BT Füchse           |
| 30  | Portar          | Dijana Đajić        | 3 octombrie 2004       | 1.82 m   | 2        | 0      | RK Krim             |
| 35  | Inter stânga    | Ema Hrvatin         | 4 ianuarie 2000        | 1.76 m   | 10       | 14     | BSV Sachsen Zwickau |
| 88  | Extremă stânga  | Ema Abina           | 18 februarie 1999      | 1.71 m   | 21       | 29     | RK Krim             |

## Grupa E

### Chile
Echipa a fost anunțată pe 29 noiembrie 2023.
Antrenor principal:  Felipe Barrientos
| Nr. | Post            | Nume               | Data nașterii (vârsta) | Înălțime | Selecții | Goluri | Echipă                     |
| --- | --------------- | ------------------ | ---------------------- | -------- | -------- | ------ | -------------------------- |
| 4   | Inter dreapta   | Constanza Paul     | 10 decembrie 2005      | 1.70 m   | 8        | 9      | Club Balonmano Los Ángeles |
| 5   | Extremă stânga  | Romina Ramírez     | 12 octombrie 1998      | 1.60 m   | 22       | 58     | Club Italiano Balonmano    |
| 6   | Inter dreapta   | Valeska Lovera     | 22 septembrie 1998     | 1.73 m   | 34       | 176    | CD Beti Onak               |
| 7   | Extremă dreapta | Gabriela Muller    | 22 aprilie 2003        | 1.73 m   | 18       | 85     | Ovalle Balonmano           |
| 8   | Centru          | Josefa Araya       | 20 aprilie 2001        | 1.62 m   | 27       | 57     | Deumayen Balonmano         |
| 9   | Centru          | Catalina Gálvez    | 18 octombrie 2003      | 1.72 m   | 5        | 24     | Ovalle Balonmano           |
| 10  | Inter stânga    | Francisca Parra    | 11 noiembrie 2000      | 1.66 m   | 29       | 54     | Ovalle Balonmano           |
| 14  | Pivot           | Catalina Moreno    | 27 septembrie 1999     | 1.76 m   | 42       | 39     | Club Deportivo Las Leonas  |
| 16  | Pivot           | Alicia Torres      | 1 iunie 1993           | 1.74 m   | 64       | 125    |                            |
| 17  | Pivot           | Pía Pacheco        | 25 mai 2000            | 1.68 m   | 22       | 26     | Deumayen Balonmano         |
| 18  | Centru          | María Correa       | 20 octombrie 1997      | 1.71 m   | 43       | 46     | Ovalle Balonmano           |
| 19  | Portar          | Antonella Piantini | 14 aprilie 1992        | 1.78 m   | 58       | 0      |                            |
| 22  | Extremă stânga  | Maura Álvarez      | 13 noiembrie 1996      | 1.75 m   | 49       | 96     | Club Deportivo Las Leonas  |
| 23  | Portar          | Madeleine Cortez   | 6 aprilie 2000         | 1.64 m   | 22       | 0      | Club Handbol Mislata       |
| 27  | Inter dreapta   | Francisca Zavala   | 9 noiembrie 1996       | 1.73 m   | 35       | 51     | Club Deportivo Las Leonas  |
| 28  | Inter stânga    | Valeria Carrasco   | 7 aprilie 2003         | 1.60 m   | 14       | 21     | Club Italiano Balonmano    |
| 30  | Extremă dreapta | Michaela Bocchieri | 30 septembrie 2005     | 1.68 m   | 0        | 0      | Pozuelo de Calatrava       |

### Danemarca
Echipa a fost anunțată pe 2 noiembrie 2023. Pe 16 decembrie 2023, Kaja Kamp a înlocuit-o pe Kathrine Heindahl, accidentată la genunchi.
Antrenor principal:  Jesper Jensen
| Nr. | Post            | Nume               | Data nașterii (vârsta) | Înălțime | Selecții | Goluri | Echipă            |
| --- | --------------- | ------------------ | ---------------------- | -------- | -------- | ------ | ----------------- |
| 1   | Portar          | Sandra Toft        | 18 octombrie 1989      | 1.74 m   | 170      | 1      | Győri Audi ETO KC |
| 3   | Pivot           | Kaja Kamp          | 29 aprilie 1994        | 1.72 m   | 0        | 0      | Team Esbjerg      |
| 5   | Pivot           | Sarah Iversen      | 10 aprilie 1990        | 1.77 m   | 75       | 111    | Ikast Håndbold    |
| 6   | Centru          | Helena Elver       | 1 martie 1998          | 1.75 m   | 8        | 9      | Odense Håndbold   |
| 8   | Inter stânga    | Anne Mette Hansen  | 25 august 1994         | 1.82 m   | 149      | 423    | Metz Handball     |
| 10  | Pivot           | Kathrine Heindahl  | 26 martie 1992         | 1.82 m   | 127      | 263    | Team Esbjerg      |
| 11  | Inter stânga    | Line Haugsted      | 11 noiembrie 1994      | 1.80 m   | 86       | 123    | Győri Audi ETO KC |
| 12  | Portar          | Anna Kristensen    | 25 octombrie 2000      | 1.83 m   | 25       | 0      | Team Esbjerg      |
| 16  | Portar          | Althea Reinhardt   | 1 septembrie 1996      | 1.80 m   | 99       | 0      | Odense Håndbold   |
| 21  | Extremă dreapta | Andrea Hansen      | 22 mai 2000            | 1.78 m   | 27       | 24     | Odense Håndbold   |
| 23  | Inter stânga    | Kristina Jørgensen | 17 ianuarie 1998       | 1.87 m   | 97       | 256    | Metz Handball     |
| 25  | Extremă dreapta | Trine Østergaard   | 17 octombrie 1991      | 1.66 m   | 169      | 334    | CSM București     |
| 27  | Inter dreapta   | Louise Burgaard    | 17 octombrie 1992      | 1.76 m   | 162      | 334    | Metz Handball     |
| 31  | Centru          | Simone Petersen    | 28 august 1997         | 1.75 m   | 43       | 76     | Ikast Håndbold    |
| 32  | Inter stânga    | Mie Højlund        | 24 octombrie 1997      | 1.80 m   | 84       | 154    | Odense Håndbold   |
| 33  | Extremă stânga  | Emma Friis         | 31 octombrie 1999      | 1.62 m   | 44       | 127    | Ikast Håndbold    |
| 34  | Pivot           | Rikke Iversen      | 18 mai 1993            | 1.78 m   | 64       | 100    | Team Esbjerg      |
| 41  | Extremă stânga  | Elma Halilcevic    | 18 iunie 2000          | 1.68 m   | 24       | 40     | Odense Håndbold   |
| 45  | Inter stânga    | Julie Scaglione    | 20 august 2004         | 1.75 m   | 6        | 11     | Ikast Håndbold    |

### România
O echipă cu 20 de jucătoare a fost anunțată pe 14 noiembrie 2023. A fost redusă la 18 jucătoare pe 26 noiembrie 2023. Pe 27 noiembrie 2023, Diana Lixăndroiu a fost inclusă în echipă.
Antrenor principal:  Florentin Pera
| Nr. | Post            | Nume                 | Data nașterii (vârsta) | Înălțime | Selecții | Goluri | Echipă                         |
| --- | --------------- | -------------------- | ---------------------- | -------- | -------- | ------ | ------------------------------ |
| 2   | Extremă stânga  | Nicoleta Dincă       | 2 iulie 1988           | 1.73 m   | 49       | 63     | CS Gloria 2018 Bistrița-Năsăud |
| 4   | Inter stânga    | Claudia Pașcan       | 18 iunie 1994          | 1.76 m   | 2        | 3      | SCM Craiova                    |
| 7   | Centru          | Eliza Buceschi       | 1 august 1993          | 1.77 m   | 103      | 244    | CS Rapid București             |
| 8   | Inter stânga    | Cristina Neagu       | 26 august 1988         | 1.80 m   | 221      | 972    | CSM București                  |
| 12  | Portar          | Diana Ciucă          | 1 iunie 2000           | 1.80 m   | 18       | 1      | CS Rapid București             |
| 13  | Centru          | Cristina Laslo       | 10 aprilie 1996        | 1.76 m   | 79       | 137    | CS Gloria 2018 Bistrița-Năsăud |
| 14  | Inter stânga    | Bianca Bazaliu       | 30 iulie 1997          | 1.83 m   | 23       | 29     | CS Gloria 2018 Bistrița-Năsăud |
| 18  | Inter dreapta   | Daria Bucur          | 11 iulie 1999          | 1.81 m   | 14       | 9      | SCM Gloria Buzău               |
| 20  | Portar          | Iulia Dumanska       | 15 august 1996         | 1.78 m   | 69       | 0      | CS Gloria 2018 Bistrița-Năsăud |
| 21  | Extremă stânga  | Alexandra Dindiligan | 16 februarie 1997      | 1.70 m   | 19       | 14     | CSM București                  |
| 22  | Extremă dreapta | Alexandra Badea      | 22 mai 1998            | 1.75 m   | 14       | 12     | CS Rapid București             |
| 27  | Pivot           | Lorena Ostase        | 25 iulie 1997          | 1.79 m   | 35       | 51     | CS Rapid București             |
| 28  | Inter stânga    | Diana Lixăndroiu     | 14 august 2005         | 1.79 m   | 9        | 3      | CSM Slatina                    |
| 30  | Extremă dreapta | Sonia Seraficeanu    | 25 iulie 1997          | 1.74 m   | 39       | 63     | CS Gloria 2018 Bistrița-Năsăud |
| 33  | Pivot           | Nicoleta Balog       | 17 noiembrie 1994      | 1.76 m   | 2        | 0      | HC Dunărea Brăila              |
| 70  | Centru          | Andreea Popa         | 3 iunie 2000           | 1.77 m   | 9        | 9      | HC Dunărea Brăila              |
| 71  | Inter dreapta   | Alicia Gogîrlă       | 17 ianuarie 2003       | 1.82 m   | 2        | 0      | SCM Râmnicu Vâlcea             |
| 77  | Pivot           | Crina Pintea         | 3 aprilie 1990         | 1.92 m   | 112      | 183    | CSM București                  |
| 98  | Portar          | Daciana Hosu         | 16 ianuarie 1998       | 1.82 m   | 23       | 0      | SCM Râmnicu Vâlcea             |

### Serbia
O echipă cu 19 jucătoare a fost anunțată pe 13 noiembrie 2023.
Antrenor principal:  Uroš Bregar
| Nr. | Post            | Nume                  | Data nașterii (vârsta) | Înălțime | Selecții | Goluri | Echipă                  |
| --- | --------------- | --------------------- | ---------------------- | -------- | -------- | ------ | ----------------------- |
| 1   | Portar          | Marija Simić          | 21 februarie 2000      | 1.77 m   | 5        | 0      | ŽORK Jagodina           |
| 2   | Extremă stânga  | Sanja Radosavljević   | 15 ianuarie 1994       | 1.72 m   | 90       | 244    | Kristianstad Handboll   |
| 3   | Inter stânga    | Teodora Veličković    | 28 aprilie 2001        | 1.75 m   | 5        | 6      | ŽRK Naisa               |
| 4   | Centru          | Teodora Majkić        | 6 octombrie 2000       | 1.70 m   | 3        | 2      | RK Crvena zvezda        |
| 7   | Centru          | Aleksandra Vukajlović | 7 iunie 1997           | 1.74 m   | 41       | 54     | CS Minaur Baia Mare     |
| 11  | Inter dreapta   | Marija Laništanin     | 9 august 1995          | 1.78 m   | 19       | 31     | Békéscsabai Előre NKSE  |
| 14  | Pivot           | Edita Nuković         | 1 august 1997          | 1.80 m   | 8        | 15     | SV Union Halle-Neustadt |
| 15  | Inter dreapta   | Anđela Janjušević     | 18 iunie 1995          | 1.81 m   | 66       | 158    | CS Rapid București      |
| 22  | Inter stânga    | Jovana Jovović        | 4 decembrie 2001       | 1.81 m   | 23       | 49     | Debreceni VSC           |
| 25  | Extremă stânga  | Aleksandra Stamenić   | 12 iulie 1998          | 1.67 m   | 14       | 12     | RK Crvena zvezda        |
| 27  | Portar          | Molli Kubina          | 14 mai 2002            | 1.78 m   | 0        | 0      | Fehérvár KC             |
| 29  | Extremă dreapta | Nataša Lovrić         | 2 octombrie 2000       | 1.74 m   | 13       | 17     | ŽRK Zelezničar          |
| 31  | Pivot           | Katarina Bojičić      | 13 martie 1998         | 1.79 m   | 12       | 18     | SCM Craiova             |
| 34  | Extremă dreapta | Dunja Radević         | 25 noiembrie 2005      | 1.69 m   | 5        | 8      | ŽRK Budućnost Podgorica |
| 36  | Inter stânga    | Emilija Lazić         | 4 august 2000          | 1.78 m   | 0        | 0      | HC Zalău                |
| 92  | Pivot           | Jovana Milojević      | 24 iulie 1992          | 1.76 m   | 39       | 32     | MKS Zagłębie Lubin      |
| 99  | Portar          | Marija Čolić          | 12 aprilie 1990        | 1.73 m   | 29       | 1      | OGC Nice                |

## Grupa F

### Germania
Echipa a fost anunțată pe 9 noiembrie 2023. Pe 16 noiembrie 2023 Toni-Luisa Reinemann a înlocuit-o pe Mia Zschocke, accidentată. Pe 26 noiembrie 2023 Mareike Thomaier a fost inclusă în echipă.
Antrenor principal:  Markus Gaugisch
| Nr. | Post            | Nume                  | Data nașterii (vârsta) | Înălțime | Selecții | Goluri | Echipă                  |
| --- | --------------- | --------------------- | ---------------------- | -------- | -------- | ------ | ----------------------- |
| 3   | Extremă dreapta | Amelie Berger         | 22 iulie 1999          | 1.70 m   | 52       | 105    | HSG Bensheim-Auerbach   |
| 4   | Centru          | Alina Grijseels       | 12 aprilie 1996        | 1.75 m   | 71       | 342    | Metz Handball           |
| 7   | Pivot           | Meike Schmelzer       | 19 iulie 1993          | 1.79 m   | 91       | 128    | HC Dunărea Brăila       |
| 9   | Pivot           | Lisa Antl             | 21 iunie 2000          | 1.72 m   | 32       | 34     | Borussia Dortmund       |
| 10  | Centru          | Mareike Thomaier      | 25 august 2000         | 1.72 m   | 12       | 3      | Bayer Leverkusen        |
| 11  | Inter stânga    | Xenia Smits           | 22 aprilie 1994        | 1.85 m   | 102      | 237    | SG BBM Bietigheim       |
| 20  | Inter stânga    | Emily Bölk            | 26 aprilie 1998        | 1.82 m   | 95       | 317    | Ferencvárosi TC         |
| 22  | Inter dreapta   | Maren Weigel          | 22 mai 1994            | 1.77 m   | 53       | 54     | TuS Metzingen           |
| 23  | Inter stânga    | Annika Lott           | 7 decembrie 1999       | 1.80 m   | 15       | 14     | Thüringer HC            |
| 24  | Portar          | Sarah Wachter         | 16 decembrie 1999      | 1.83 m   | 10       | 0      | Borussia Dortmund       |
| 28  | Extremă stânga  | Toni-Luisa Reinemann  | 31 mai 2001            | 1.78 m   | 4        | 1      | VfL Oldenburg           |
| 29  | Extremă stânga  | Antje Döll            | 3 octombrie 1988       | 1.70 m   | 63       | 146    | SG BBM Bietigheim       |
| 30  | Extremă dreapta | Jenny Behrend         | 20 ianuarie 1996       | 1.72 m   | 39       | 52     | SG BBM Bietigheim       |
| 42  | Portar          | Katharina Filter      | 4 februarie 1999       | 1.80 m   | 34       | 2      | Brest Bretagne Handball |
| 77  | Inter dreapta   | Viola Leuchter        | 15 iunie 2004          | 1.87 m   | 7        | 17     | Bayer Leverkusen        |
| 93  | Pivot           | Julia Behnke          | 28 martie 1993         | 1.80 m   | 89       | 170    | TuS Metzingen           |
| 95  | Extremă stânga  | Johanna Stockschläder | 11 februarie 1995      | 1.71 m   | 36       | 106    | Thüringer HC            |

### Iran
Echipa a fost anunțată pe 2 noiembrie 2023.
Antrenor principal:  Gholam Ali Akbarabadi
| Nr. | Post            | Nume              | Data nașterii (vârsta) | Înălțime | Selecții | Goluri | Echipă                 |
| --- | --------------- | ----------------- | ---------------------- | -------- | -------- | ------ | ---------------------- |
| 2   | Centru          | Asra Zandi        | 19 septembrie 1993     | 1.67 m   | 0        | 0      | Kimia Kordestan        |
| 4   | Inter stânga    | Fatemeh Merikh    | 6 august 2004          | 1.70 m   | 7        | 38     | Sang Ahan Bafaq        |
| 9   | Inter dreapta   | Setareh Rahmanian | 19 noiembrie 1994      | 1.78 m   | 0        | 0      | Zagros Club            |
| 10  | Pivot           | Atieh Shahsavari  | 16 ianuarie 2000       | 1.80 m   | 126      | 57     | Sang Ahan Bafaq        |
| 11  | Centru          | Mehraban Badvi    | 16 mai 2003            | 1.77 m   | 0        | 0      | Moghavemat Alborz      |
| 12  | Portar          | Fatemeh Khalili   | 30 iunie 1996          | 1.75 m   | 40       | 0      | CSM Iași 2020          |
| 17  | Centru          | Mina Vatanparast  | 10 decembrie 1989      | 1.67 m   | 36       | 113    | Sang Ahan Bafaq        |
| 20  | Extremă stânga  | Bahar Izadgashb   | 2 iulie 2000           | 1.64 m   | 18       | 27     | Foolad Hormozgan Club  |
| 22  | Portar          | Hanieh Lak        | 2 ianuarie 1990        | 1.72 m   | 36       | 0      | Sang Ahan Bafaq        |
| 24  | Extremă stânga  | Hadiseh Norouzi   | 10 noiembrie 1998      | 1.72 m   | 56       | 31     | Foolad Sepahan Isfahan |
| 27  | Inter stânga    | Arezoo Kianiara   | 25 ianuarie 1994       | 1.73 m   | 68       | 46     | Sang Ahan Bafgh        |
| 33  | Portar          | Arezoo Mohammadi  | 18 august 1998         | 1.78 m   | 24       | 0      | Foolad Hormozgan Club  |
| 37  | Pivot           | Zahra Faghihi     | 25 ianuarie 1993       | 1.71 m   | 0        | 0      | Foolad Hormozgan Club  |
| 76  | Inter stânga    | Nastaran Koudzari | 10 ianuarie 2004       | 1.66 m   | 0        | 0      | Zagros Club            |
| 88  | Extremă stânga  | Maedeh Oshaghi    | 17 iunie 2004          | 1.77 m   | 7        | 13     | Sang Ahan Bafaq        |
| 96  | Extremă dreapta | Sanaz Rajabi      | 15 octombrie 1991      | 1.65 m   | 100      | 150    | Foolad Hormozgan Club  |

### Japonia
Echipa a fost anunțată pe 7 noiembrie 2023.
Antrenor principal:  Shigeo Kusumoto
| Nr. | Post            | Nume             | Data nașterii (vârsta) | Înălțime | Selecții | Goluri | Echipă                                        |
| --- | --------------- | ---------------- | ---------------------- | -------- | -------- | ------ | --------------------------------------------- |
| 1   | Portar          | Sakura Kametani  | 7 ianuarie 1987        | 1.74 m   | 69       | 8      | ESBF Besançon                                 |
| 2   | Pivot           | Mika Nagata      | 28 mai 1994            | 1.80 m   | 59       | 41     | Hokkoku Bank                                  |
| 3   | Pivot           | Naoko Sahara     | 18 ianuarie 1996       | 1.80 m   | 14       | 18     | Hokkoku Bank                                  |
| 4   | Pivot           | Miyako Hatsumi   | 10 septembrie 1997     | 1.65 m   | 12       | 17     | Mie Violet Iris                               |
| 6   | Inter stânga    | Yumi Kitahara    | 8 iulie 1995           | 1.71 m   | 21       | 22     | Sony Semiconductor                            |
| 7   | Extremă dreapta | Saki Hattori     | 22 decembrie 1996      | 1.60 m   | 18       | 80     | Sony Semiconductor                            |
| 9   | Pivot           | Chikako Kasai    | 25 noiembrie 1998      | 1.68 m   | 11       | 23     | Sony Semiconductor                            |
| 12  | Portar          | Atsuko Baba      | 13 iunie 1995          | 1.64 m   | 16       | 0      | Hokkoku Bank                                  |
| 13  | Inter dreapta   | Kaho Nakayama    | 23 octombrie 1998      | 1.72 m   | 20       | 71     | Hokkoku Bank                                  |
| 15  | Extremă stânga  | Senri Ryu        | 12 iulie 1999          | 1.69 m   | 0        | 0      | Sony Semiconductor                            |
| 18  | Extremă stânga  | Hikaru Matsumoro | 25 februarie 1995      | 1.67 m   | 12       | 32     | Hokkoku Bank                                  |
| 20  | Extremă dreapta | Natsumi Akiyama  | 23 iulie 1994          | 1.62 m   | 37       | 94     | Kisvárdai KC                                  |
| 22  | Portar          | Naho Saito       | 16 ianuarie 1997       | 1.72 m   | 10       | 0      | Hokkoku Bank                                  |
| 23  | Centru          | Natsuki Aizawa   | 6 ianuarie 1999        | 1.60 m   | 17       | 78     | Hokkoku Bank                                  |
| 24  | Centru          | Ayame Okada      | 24 mai 2000            | 1.67 m   | 11       | 24     | Kagawa Bank                                   |
| 32  | Inter stânga    | Haruno Sasaki    | 26 februarie 1995      | 1.72 m   | 47       | 142    | Borussia Dortmund                             |
| 49  | Inter stânga    | Hinata Fujiwara  | 27 mai 2002            | 1.74 m   | 0        | 0      | University of Tsukuba                         |
| 50  | Inter dreapta   | Wakana Hokaguchi | 23 ianuarie 2004       | 1.70 m   | 0        | 0      | University of Tsukuba                         |
| 51  | Extremă stânga  | Yuki Yoshidome   | 2 august 1998          | 1.64 m   | 14       | 18     | Hokkoku Bank                                  |
| 89  | Inter dreapta   | Sora Ishikawa    | 20 decembrie 2002      | 1.69 m   | 12       | 32     | Osaka University of Health and Sport Sciences |

### Polonia
Echipa a fost anunțată pe 7 noiembrie 2023.
Antrenor principal:  Arne Senstad
| Nr. | Post            | Nume               | Data nașterii (vârsta) | Înălțime | Selecții | Goluri | Echipă                |
| --- | --------------- | ------------------ | ---------------------- | -------- | -------- | ------ | --------------------- |
| 2   | Inter stânga    | Aleksandra Zimny   | 21 martie 1996         | 1.90 m   | 25       | 26     | SCM Gloria Buzău      |
| 6   | Centru          | Emilia Galińska    | 26 decembrie 1992      | 1.75 m   | 31       | 27     | CS Măgura Cisnădie    |
| 8   | Inter dreapta   | Monika Kobylińska  | 9 aprilie 1995         | 1.77 m   | 97       | 329    | CSM București         |
| 9   | Extremă dreapta | Magda Balsam       | 20 septembrie 1996     | 1.72 m   | 35       | 87     | MKS Lublin            |
| 11  | Extremă stânga  | Mariola Wiertelak  | 8 octombrie 1991       | 1.63 m   | 15       | 33     | KPR Kobierzyce        |
| 13  | Pivot           | Sylwia Matuszczyk  | 11 iunie 1992          | 1.72 m   | 45       | 79     | JKS Jarosław          |
| 16  | Portar          | Adrianna Płaczek   | 10 decembrie 1993      | 1.74 m   | 85       | 0      | Paris 92              |
| 17  | Extremă dreapta | Adrianna Górna     | 22 martie 1996         | 1.71 m   | 48       | 49     | MKS Zagłębie Lubin    |
| 18  | Centru          | Aleksandra Tomczyk | 19 octombrie 1994      | 1.71 m   | 9        | 8      | MKS Lublin            |
| 21  | Portar          | Barbara Zima       | 14 ianuarie 2000       | 1.89 m   | 28       | 3      | MKS Zagłębie Lubin    |
| 22  | Inter stânga    | Aleksandra Rosiak  | 7 iulie 1997           | 1.82 m   | 57       | 122    | RK Krim               |
| 31  | Pivot           | Nikola Głębocka    | 14 februarie 2002      | 1.80 m   | 2        | 2      | EKS Start Elbląg      |
| 34  | Pivot           | Marlena Urbańska   | 11 ianuarie 1998       | 1.86 m   | 6        | 2      | Frisch Auf Göppingen  |
| 40  | Extremă stânga  | Daria Michalak     | 12 decembrie 1995      | 1.71 m   | 39       | 59     | MKS Zagłębie Lubin    |
| 49  | Centru          | Karolina Kochaniak | 5 iulie 1995           | 1.75 m   | 31       | 61     | MKS Zagłębie Lubin    |
| 78  | Inter stânga    | Paulina Uścinowicz | 16 octombrie 1999      | 1.83 m   | 5        | 1      | HSV Solingen-Gräfrath |
| 79  | Inter dreapta   | Paulina Masna      | 19 martie 1992         | 1.75 m   | 5        | 6      | MKS Lublin            |
| 96  | Extremă stânga  | Dagmara Nocuń      | 2 ianuarie 1996        | 1.60 m   | 44       | 76     | TuS Metzingen         |

## Grupa G

### Brazilia
Echipa a fost anunțată pe 13 noiembrie 2023.
Antrenor principal:  Cristiano Silva
| Nr. | Post            | Nume                      | Data nașterii (vârsta) | Înălțime | Selecții | Goluri | Echipă                         |
| --- | --------------- | ------------------------- | ---------------------- | -------- | -------- | ------ | ------------------------------ |
| 1   | Portar          | Gabriela Moreschi         | 8 iulie 1994           | 1.90 m   | 64       | 0      | SG BBM Bietigheim              |
| 2   | Inter stânga    | Bruna de Paula            | 26 septembrie 1996     | 1.70 m   | 87       | 271    | Győri Audi ETO KC              |
| 6   | Inter stânga    | Mariane Fernándes         | 4 ianuarie 1996        | 1.65 m   | 33       | 75     | BM Bera Bera                   |
| 7   | Pivot           | Tamires Araújo            | 16 mai 1994            | 1.83 m   | 141      | 231    | CS Gloria 2018 Bistrița-Năsăud |
| 9   | Centru          | Ana Paula Belo            | 18 octombrie 1987      | 1.72 m   | 230      | 806    | Handball Erice                 |
| 11  | Extremă stânga  | Fernanda Paulino          | 8 noiembrie 2000       | 1.73 m   | 9        | 25     | CBF Elda                       |
| 12  | Portar          | Bárbara Arenhart          | 4 octombrie 1986       | 1.81 m   | 200      | 18     | RK Krim                        |
| 13  | Pivot           | Lígia Costa               | 14 martie 1996         | 1.94 m   | 21       | 17     | HC DAC Dunajská Streda         |
| 20  | Extremă stânga  | Larissa Araújo            | 1 iulie 1992           | 1.67 m   | 90       | 189    | HC Dunărea Brăila              |
| 21  | Extremă dreapta | Adriana Cardoso de Castro | 29 octombrie 1990      | 1.67 m   | 71       | 294    | ŽRK Budućnost Podgorica        |
| 23  | Inter dreapta   | Giulia Guarieiro          | 24 iulie 1995          | 1.74 m   | 38       | 48     | BM Granollers                  |
| 29  | Centru          | Francielle da Rocha       | 10 iunie 1992          | 1.66 m   | 98       | 122    | HC Dunărea Brăila              |
| 30  | Inter dreapta   | Gabriela Bitolo           | 1 aprilie 1999         | 1.80 m   | 19       | 17     | CBF Málaga Costa del Sol       |
| 36  | Pivot           | Marcela Arounian          | 7 ianuarie 2000        | 1.89 m   | 16       | 23     | BM Aula Cultural               |
| 42  | Centru          | Jhennifer Lopes           | 28 iulie 2000          | 1.76 m   | 9        | 8      | BM Remudas                     |
| 49  | Centru          | Patrícia Matieli          | 8 noiembrie 1988       | 1.68 m   | 83       | 114    | MKS Zagłębie Lubin             |
| 77  | Inter stânga    | Kelly de Abreu Rosa       | 25 ianuarie 2004       | 1.80 m   | 0        | 0      | CB Elche                       |
| 88  | Extremă dreapta | Mariana Costa             | 14 octombrie 1992      | 1.66 m   | 76       | 193    | Debreceni VSC                  |

### Kazahstan
Echipa finală cuprinde 16 jucătoare.
Antrenor principal:  Evgheni Șișkin
| Nr. | Post            | Nume                 | Data nașterii (vârsta) | Înălțime | Selecții | Goluri | Echipă               |
| --- | --------------- | -------------------- | ---------------------- | -------- | -------- | ------ | -------------------- |
| 3   | Pivot           | Maria Sitnikova      | 11 octombrie 1998      | 1.65 m   | 31       | 46     | HC Shymkent          |
| 4   | Extremă stânga  | Sevara Rejemetova    | 1 ianuarie 1994        | 1.59 m   | 63       | 94     | Handball Club Turan  |
| 8   | Extremă stânga  | Valentina Sitnikova  | 10 noiembrie 1998      | 1.65 m   | 36       | 38     | HC Shymkent          |
| 9   | Inter stânga    | Veronika Hardina     | 29 august 1996         | 1.76 m   | 86       | 194    | Kaysar Club          |
| 10  | Inter dreapta   | Kristina Radayeva    | 4 ianuarie 1995        | 1.79 m   | 73       | 155    | Handball Club Altai  |
| 11  | Pivot           | Zlata Zvyagina       | 26 noiembrie 2002      | 1.72 m   | 46       | 59     | Kaysar Club          |
| 12  | Portar          | Jannat Aitenova      | 5 noiembrie 1989       | 1.82 m   | 114      | 4      | Kaysar Club          |
| 17  | Extremă dreapta | Janerke Seitkassym   | 5 decembrie 2002       | 1.62 m   | 46       | 84     | Kaysar Club          |
| 18  | Extremă stânga  | Xenia Pupcenkova     | 18 martie 2002         | 1.68 m   | 51       | 45     | Kaysar Club          |
| 23  | Pivot           | Arujan Hamitova      | 19 august 2000         | 1.78 m   | 6        | 10     | HC Alatay            |
| 24  | Inter stânga    | Janerke Kuandykova   | 25 februarie 2004      | 1.80 m   | 27       | 37     | Handball Club Astana |
| 44  | Portar          | Damira Japarova      | 27 noiembrie 2005      | 1.70 m   | 21       | 0      | Handball Club Astana |
| 61  | Portar          | Daria Kolesnicenko   | 8 august 2004          | 1.82 m   | 16       | 0      | HC Alatay            |
| 72  | Extremă stânga  | Luiza Hassanova      | 20 octombrie 2001      | 1.62 m   | 16       | 28     | Handball Club Turan  |
| 77  | Centru          | Tanșolpan Jumadilova | 18 iulie 1998          | 1.62 m   | 76       | 78     | HC Shymkent          |
| 99  | Inter dreapta   | Maria Pupcenkova     | 10 martie 1998         | 1.78 m   | 76       | 120    | Kaysar Club          |

### Spania
O echipă cu 19 jucătoare a fost anunțată pe 7 noiembrie 2023. Soledad López a fost inclusă în echipă pe 20 noiembrie 2023. Pe 21 noiembrie 2023, Seynabou Mbengue și Jennifer Gutiérrez, accidentate au fost retrase din echipă. Pe 24 noiembrie 2023, Alexandrina Barbosa, accidentată, a fost retrasă din echipă.
Antrenor principal:  Ambros Martín
| Nr. | Post            | Nume                      | Data nașterii (vârsta) | Înălțime | Selecții | Goluri | Echipă                   |
| --- | --------------- | ------------------------- | ---------------------- | -------- | -------- | ------ | ------------------------ |
| 6   | Inter stânga    | Carmen Campos             | 10 iulie 1995          | 1.71 m   | 53       | 142    | Borussia Dortmund        |
| 8   | Centru          | Silvia Arderíus           | 11 iulie 1990          | 1.69 m   | 78       | 81     | CBF Málaga Costa del Sol |
| 16  | Portar          | Mercedes Castellanos      | 21 iulie 1988          | 1.84 m   | 82       | 4      | CBF Málaga Costa del Sol |
| 18  | Extremă dreapta | Maitane Etxeberria        | 15 ianuarie 1997       | 1.69 m   | 74       | 127    | BM Bera Bera             |
| 19  | Inter stânga    | Ester Somaza              | 3 iunie 2004           | 1.78 m   | 4        | 9      | BM Granollers            |
| 20  | Extremă stânga  | Amaia González de Garibay | 27 februarie 1994      | 1.68 m   | 47       | 79     | BM Aula Cultural         |
| 22  | Inter stânga    | Lara González             | 22 februarie 1992      | 1.85 m   | 160      | 177    | CS Rapid București       |
| 27  | Inter stânga    | Danila So Delgado         | 19 septembrie 2001     | 1.73 m   | 2        | 6      | CB Elche                 |
| 30  | Extremă stânga  | Soledad López             | 4 aprilie 1992         | 1.62 m   | 78       | 169    | CBF Málaga Costa del Sol |
| 33  | Pivot           | Kaba Gassama              | 16 august 1997         | 1.84 m   | 51       | 70     | SG BBM Bietigheim        |
| 34  | Centru          | Alicia Fernández          | 21 decembrie 1992      | 1.73 m   | 85       | 186    | CS Rapid București       |
| 48  | Portar          | Darly Zoqbi de Paula      | 25 august 1982         | 1.78 m   | 71       | 0      | SCM Craiova              |
| 52  | Extremă dreapta | Paulina Pérez             | 25 ianuarie 1997       | 1.68 m   | 4        | 0      | BM Porriño               |
| 58  | Inter dreapta   | María Prieto O'Mullony    | 3 octombrie 1997       | 1.72 m   | 10       | 30     | BM Aula Cultural         |
| 61  | Pivot           | Lysa Tchaptchet           | 20 decembrie 2001      | 1.86 m   | 34       | 36     | Vipers Kristiansand      |
| 62  | Inter dreapta   | Paula Arcos               | 21 decembrie 2001      | 1.68 m   | 44       | 99     | Vipers Kristiansand      |
| 99  | Inter dreapta   | Mireya González           | 18 iulie 1991          | 1.77 m   | 106      | 205    | HC Dunărea Brăila        |

### Ucraina
Echipa a fost anunțată pe 20 noiembrie 2023.
Antrenor principal:  Vitalie Andronov
| Nr. | Post            | Nume                  | Data nașterii (vârsta) | Înălțime | Selecții | Goluri | Echipă                |
| --- | --------------- | --------------------- | ---------------------- | -------- | -------- | ------ | --------------------- |
| 1   | Portar          | Iudit Baloh           | 7 august 1995          | 1.78 m   | 25       | 0      | Vasas SC              |
| 7   | Centru          | Mariana Markevici     | 5 ianuarie 1998        | 1.67 m   | 15       | 0      | HC Galiceanka         |
| 8   | Inter stânga    | Karina Soskyda        | 9 octombrie 2005       | 1.79 m   | 0        | 0      | Iuventa Michalovce    |
| 9   | Inter stânga    | Iulia Andriciuk       | 17 mai 1992            | 1.83 m   | 7        | 0      | CS Dacia Mioveni 2012 |
| 10  | Pivot           | Irina Prokopiak       | 11 iunie 2003          | 1.77 m   | 2        | 0      | HC Galiceanka         |
| 12  | Portar          | Maria Gladun          | 22 septembrie 1996     | 1.84 m   | 8        | 0      | RK Lokomotiva Zagreb  |
| 14  | Inter stânga    | Tetiana Poliak        | 27 iulie 1999          | 1.76 m   | 12       | 0      | HC Galiceanka         |
| 15  | Pivot           | Anastasia Melekesțeva | 23 mai 1998            | 1.73 m   | 14       | 0      | KPR Kobierzyce        |
| 16  | Portar          | Viktoria Saltaniuk    | 8 octombrie 2000       | 1.78 m   | 11       | 0      | KPR Kobierzyce        |
| 17  | Pivot           | Andriana Naumenko     | 12 decembrie 1998      | 1.75 m   | 0        | 0      | HC Zalău              |
| 18  | Inter dreapta   | Ievhenia Kohuci       | 5 august 2003          | 1.90 m   | 2        | 0      | Iuventa Michalovce    |
| 19  | Centru          | Tamara Smbatian       | 19 martie 1995         | 1.77 m   | 19       | 0      | Fehérvár KC           |
| 21  | Extremă stânga  | Olesia Diachenko      | 2 martie 2003          | 1.69 m   | 0        | 0      | HC Galiceanka         |
| 22  | Extremă dreapta | Katerina Kozak        | 6 decembrie 2002       | 1.82 m   | 0        | 0      | HC Galiceanka         |
| 28  | Extremă stânga  | Marina Konovalova     | 19 noiembrie 1996      | 1.72 m   | 13       | 0      | HC Galiceanka         |
| 32  | Extremă dreapta | Milana Șukal          | 16 august 2001         | 1.71 m   | 0        | 0      | HC Galiceanka         |
| 33  | Inter stânga    | Irina Kompanieț       | 21 noiembrie 1993      | 1.76 m   | 30       | 0      | Iuventa Michalovce    |
| 34  | Pivot           | Karina Kolodiuk       | 19 aprilie 2001        | 1.80 m   | 0        | 0      | Karpati Ujhorod       |

## Grupa H

### Argentina
O echipă cu 18 jucătoare a fost anunțată pe 7 noiembrie 2023.
Antrenor principal:  Eduardo Gallardo
| Nr. | Post            | Nume               | Data nașterii (vârsta) | Înălțime | Selecții | Goluri | Echipă                   |
| --- | --------------- | ------------------ | ---------------------- | -------- | -------- | ------ | ------------------------ |
| 1   | Portar          | Marisol Carratú    | 15 iulie 1986          | 1.76 m   | 115      | 4      | CB Elche                 |
| 2   | Inter dreapta   | Sofia Rivadeneira  | 12 martie 2003         | 1.73 m   | 35       | 0      | CBF Elda                 |
| 3   | Centru          | Martina Romero     | 18 martie 2002         | 1.72 m   | 30       | 0      | BM Aula Cultural         |
| 5   | Inter stânga    | Manuela Pizzo      | 13 noiembrie 1991      | 1.80 m   | 151      | 366    | Mariano Acosta Handball  |
| 6   | Extremă dreapta | Ayelén García      | 13 decembrie 1999      | 1.68 m   | 22       | 28     | CD Beti Onak             |
| 7   | Pivot           | Rocío Campigli     | 6 august 1994          | 1.71 m   | 71       | 150    | CBF Málaga Costa del Sol |
| 9   | Inter dreapta   | Luciana Mendoza    | 14 martie 1990         | 1.70 m   | 184      | 598    | Pessac Handball          |
| 12  | Portar          | Ayelén Rosalez     | 21 mai 1995            | 1.81 m   | 11       | 0      | BM Porriño               |
| 13  | Pivot           | Giuliana Gavilan   | 7 martie 1996          | 1.76 m   | 43       | 54     | BM Bera Bera             |
| 16  | Portar          | Leila Niño         | 23 octombrie 1992      | 1.68 m   | 31       | 2      | River Plate              |
| 17  | Inter dreapta   | Malena Cavo        | 2 aprilie 1999         | 1.69 m   | 27       | 79     | BM Bera Bera             |
| 18  | Pivot           | Valentina Brodsky  | 9 octombrie 1999       | 1.76 m   | 4        | 0      | River Plate              |
| 19  | Extremă stânga  | Valentina Learreta | 26 iunie 2000          | 1.69 m   | 4        | 0      | CB Pozuelo de Calatrava  |
| 21  | Inter stânga    | Macarena Gandulfo  | 3 noiembrie 1993       | 1.75 m   | 102      | 91     | CSM Corona Brașov        |
| 22  | Inter stânga    | Elke Karsten       | 15 mai 1995            | 1.77 m   | 105      | 330    | BM Bera Bera             |
| 24  | Centru          | Carolina Bono      | 14 iulie 2000          | 1.67 m   | 0        | 0      | BM Porriño               |
| 25  | Centru          | Micaela Casasola   | 17 martie 1997         | 1.75 m   | 70       | 116    | BM Porriño               |
| 26  | Extremă stânga  | Lucia Dalle        | 4 decembrie 1998       | 1.62 m   | 38       | 9      | Estudiantes de La Plata  |

### Congo
Echipa finală cuprinde 19 jucătoare.
Antrenor principal:  Younes Tatby
| Nr. | Post            | Nume                  | Data nașterii (vârsta) | Înălțime | Selecții | Goluri | Echipă                     |
| --- | --------------- | --------------------- | ---------------------- | -------- | -------- | ------ | -------------------------- |
| 1   | Portar          | Ruth Kodia            | 13 ianuarie 1992       | 1.73 m   | 18       | 0      | Étoile du Congo            |
| 2   | Inter dreapta   | Jonedie Olikaka       | 31 iulie 2004          | 1.71 m   | 7        | 5      | Union Sportive Nouacer     |
| 5   | Extremă stânga  | Kimberley Rutil       | 5 august 1996          | 1.80 m   | 17       | 18     | Stella Saint-Maur Handball |
| 6   | Extremă stânga  | Klenn Divoko          | 21 iunie 1993          | 1.79 m   | 27       | 17     | US Cagnes Handball         |
| 7   | Inter stânga    | Diane Yimga           | 27 aprilie 1992        | 1.83 m   | 21       | 25     | Carros HBC                 |
| 8   | Centru          | Ruptia Mouele         | 29 iunie 1991          | 1.61 m   | 17       | 6      | DGSP                       |
| 10  | Inter dreapta   | Mercianne Hendo       | 19 ianuarie 1997       | 1.63 m   | 4        | 3      | DGSP                       |
| 11  | Extremă dreapta | Hermida Mongo         | 7 octombrie 1994       | 1.67 m   | 16       | 6      | DGSP                       |
| 12  | Portar          | Malvina Apendi        | 7 ianuarie 1998        | 1.72 m   | 12       | 0      | Tournefeuille Handball     |
| 13  | Extremă dreapta | Grace Zoubabela       | 17 martie 1993         | 1.73 m   | 19       | 11     | DGSP                       |
| 15  | Centru          | Eugenia Domingos      | 16 noiembrie 1990      | 1.75 m   | 0        | 0      | Otoho Handball             |
| 20  | Portar          | Alicia Ntessi         | 20 ianuarie 2000       | 1.80 m   | 5        | 0      | Reims Champagne Handball   |
| 23  | Inter stânga    | Betchaïdelle Ngombele | 23 aprilie 2004        | 1.90 m   | 28       | 36     | RK Krim                    |
| 45  | Extremă stânga  | Joséphine Nkou        | 18 septembrie 1997     | 1.65 m   | 14       | 17     | ASD Handball Erice         |
| 61  | Pivot           | Rita Saraiva          | 21 noiembrie 1992      | 1.77 m   | 22       | 18     | US Cagnes Handball         |
| 66  | Extremă stânga  | Suzanne Mambou        | 25 aprilie 1992        | 1.73 m   | 29       | 18     | DGSP                       |
| 78  | Centru          | Fanta Diagouraga      | 30 iunie 2000          | 1.75 m   | 17       | 19     | CSM Deva                   |
| 79  | Pivot           | Sharon Dorson         | 9 martie 1994          | 1.78 m   | 22       | 26     | Noisy-le-Grand Handball    |
| 99  | Inter dreapta   | Kassandra Jappont     | 21 octombrie 1994      | 1.78 m   | 21       | 19     | HBC Thuir                  |

### Cehia
O echipă cu 21 de jucătoare a fost anunțată pe 16 noiembrie 2023. Echipa finală a fost făcută publică pe 25 noiembrie 2023.
Antrenor principal:  Bent Dahl
| Nr. | Post            | Nume                | Data nașterii (vârsta) | Înălțime | Selecții | Goluri | Echipă                  |
| --- | --------------- | ------------------- | ---------------------- | -------- | -------- | ------ | ----------------------- |
| 9   | Extremă stânga  | Adéla Stříšková     | 14 decembrie 2000      | 1.59 m   | 26       | 43     | DHK Baník Most          |
| 14  | Inter stânga    | Kamila Kordovská    | 4 decembrie 1997       | 1.79 m   | 84       | 175    | Handball Plan-de-Cuques |
| 22  | Inter dreapta   | Markéta Šustáčková  | 9 aprilie 1997         | 1.74 m   | 39       | 49     | Molde Elite             |
| 24  | Inter stânga    | Eliška Desortová    | 19 aprilie 2000        | 1.75 m   | 1        | 0      | HC DAC Dunajská Streda  |
| 31  | Pivot           | Alena Stellnerová   | 22 august 1989         | 1.70 m   | 67       | 66     | Sokol Písek             |
| 32  | Centru          | Natálie Kuxová      | 30 septembrie 2003     | 1.82 m   | 10       | 8      | DHK Baník Most          |
| 33  | Portar          | Petra Kudláčková    | 17 octombrie 1994      | 1.73 m   | 67       | 1      | DHC Slavia Praga        |
| 34  | Centru          | Julie Franková      | 4 octombrie 2000       | 1.79 m   | 18       | 4      | DHC Slavia Praga        |
| 38  | Extremă dreapta | Anna Franková       | 2 octombrie 1996       | 1.70 m   | 17       | 28     | TuS Metzingen           |
| 42  | Pivot           | Katka Dresslerová   | 21 mai 1998            | 1.70 m   | 0        | 0      | TJ Sokol Lázně Kynžvart |
| 44  | Extremă dreapta | Dominika Zachová    | 4 iunie 1996           | 1.75 m   | 59       | 193    | DHK Baník Most          |
| 48  | Inter dreapta   | Sára Kovářová       | 9 februarie 1999       | 1.74 m   | 19       | 40     | MKS Lublin              |
| 51  | Inter stânga    | Markéta Jeřábková   | 8 februarie 1996       | 1.74 m   | 139      | 601    | Ikast Håndbold          |
| 67  | Extremă stânga  | Veronika Malá       | 6 mai 1994             | 1.70 m   | 92       | 274    | SG BBM Bietigheim       |
| 79  | Portar          | Sabrina Novotná     | 2 iulie 2000           | 1.83 m   | 10       | 0      | TJ Sokol Lázně Kynžvart |
| 91  | Pivot           | Anna Jestříbková    | 29 februarie 2004      | 1.78 m   | 0        | 0      | DHK Baník Most          |
| 96  | Inter stânga    | Charlotte Cholevová | 29 iulie 2002          | 1.73 m   | 21       | 62     | Brest Bretagne Handball |

### Țările de Jos
O echipă cu 17 jucătoare a fost anunțată pe 6 noiembrie 2023. Pe 21 noiembrie 2023, Merel Freriks, accidentată, a fost înlocuită cu Yvette Broch. Pe 24 noiembrie 2023 Loïs van Vliet a fost inclusă în echipă.
Antrenor principal:  Per Johansson
| Nr. | Post            | Nume                  | Data nașterii (vârsta) | Înălțime | Selecții | Goluri | Echipă                     |
| --- | --------------- | --------------------- | ---------------------- | -------- | -------- | ------ | -------------------------- |
| 6   | Inter dreapta   | Laura van der Heijden | 27 iunie 1990          | 1.72 m   | 263      | 810    | Chambray Touraine Handball |
| 8   | Inter stânga    | Lois Abbingh          | 13 august 1992         | 1.77 m   | 189      | 816    | Vipers Kristiansand        |
| 9   | Centru          | Larissa Nüsser        | 8 februarie 2000       | 1.75 m   | 52       | 78     | Odense Håndbold            |
| 12  | Extremă stânga  | Bo van Wetering       | 5 octombrie 1999       | 1.72 m   | 70       | 219    | Odense Håndbold            |
| 13  | Pivot           | Yvette Broch          | 23 decembrie 1990      | 1.85 m   | 120      | 305    | Győri Audi ETO KC          |
| 16  | Pivot           | Tamara Haggerty       | 29 aprilie 1996        | 1.78 m   | 11       | 7      | Debreceni VSC              |
| 18  | Inter stânga    | Kelly Dulfer          | 21 martie 1994         | 1.85 m   | 168      | 280    | SG BBM Bietigheim          |
| 20  | Centru          | Inger Smits           | 17 septembrie 1994     | 1.79 m   | 82       | 156    | SG BBM Bietigheim          |
| 22  | Extremă stânga  | Zoë Sprengers         | 19 ianuarie 2000       | 1.66 m   | 37       | 64     | Borussia Dortmund          |
| 23  | Extremă stânga  | Loïs van Vliet        | 15 august 2005         | 1.76 m   | 2        | 2      | OTTO Work Force VOC        |
| 26  | Extremă dreapta | Angela Malestein      | 31 ianuarie 1993       | 1.70 m   | 190      | 524    | Ferencvárosi TC            |
| 30  | Portar          | Rinka Duijndam        | 6 august 1997          | 1.78 m   | 70       | 1      | Győri Audi ETO KC          |
| 31  | Extremă dreapta | Kelly Vollebregt      | 1 ianuarie 1995        | 1.67 m   | 31       | 56     | Neptunes de Nantes         |
| 33  | Portar          | Tess Lieder           | 19 mai 1993            | 1.78 m   | 144      | 12     | Borussia Dortmund          |
| 38  | Portar          | Yara ten Holte        | 23 noiembrie 1999      | 1.75 m   | 34       | 1      | Odense Håndbold            |
| 44  | Pivot           | Nikita van der Vliet  | 14 martie 2000         | 1.71 m   | 30       | 37     | Odense Håndbold            |
| 48  | Inter dreapta   | Dione Housheer        | 26 septembrie 1999     | 1.80 m   | 71       | 187    | Odense Håndbold            |
| 79  | Centru          | Estavana Polman       | 5 august 1992          | 1.73 m   | 171      | 592    | CS Rapid București         |

## Statistici

### Antrenori după țară
Antrenorii evidențiați cu aldine au pregătit echipa propriei țări.
| Nr. | Țară       | Antrenori                                                                  |
| --- | ---------- | -------------------------------------------------------------------------- |
| 3   | Franța     | Olivier Krumbholz, Jamal El Kabouss (Camerun), Yacine Messaoudi (Senegal)  |
| 3   | Suedia     | Tomas Axnér, Per Johansson (Țările de Jos), Henrik Signell (Coreea de Sud) |
| 2   | Danemarca  | Jesper Jensen, Anders Friis (Groenlanda)                                   |
| 2   | Germania   | Markus Gaugisch, Herbert Müller (Austria)                                  |
| 2   | Islanda    | Arnar Pétursson, Thorir Hergeirsson (Norvegia)                             |
| 2   | Muntenegru | Bojana Popović, Dragan Adžić (Slovenia)                                    |
| 2   | Norvegia   | Arne Senstad (Polonia), Bent Dahl (Cehia)                                  |
| 2   | România    | Florentin Pera, Herbert Müller (Austria)                                   |
| 1   | Angola     | Vivaldo Eduardo                                                            |
| 1   | Argentina  | Eduardo Gallardo                                                           |
| 1   | Brazilia   | Cristiano Silva                                                            |
| 1   | Camerun    | Bertin Njantou Tabeth                                                      |
| 1   | Chile      | Felipe Barrientos                                                          |
| 1   | China      | Zheng Yongli                                                               |
| 1   | Croația    | Ivica Obrvan                                                               |
| 1   | Iran       | Gholam Ali Akbarabadi                                                      |
| 1   | Japonia    | Shigeo Kusumoto                                                            |
| 1   | Kazahstan  | Evgheni Șișkin                                                             |
| 1   | Maroc      | Younes Tatby (Congo)                                                       |
| 1   | Paraguay   | Marizza Faría                                                              |
| 1   | Slovenia   | Uroš Bregar (Serbia)                                                       |
| 1   | Spania     | Ambros Martín                                                              |
| 1   | Ucraina    | Vitalie Andronov                                                           |
| 1   | Ungaria    | Vladimir Golovin                                                           |